# Dorge Co
Dorge Co (kinesiska: 错仁德加) är en sjö i Kina. Den ligger i provinsen Qinghai, i den nordvästra delen av landet, omkring 880 kilometer väster om provinshuvudstaden Xining. Dorge Co ligger 4 688 meter över havet. Arean är 199 kvadratkilometer. Trakten runt Dorge Co består i huvudsak av gräsmarker. Den sträcker sig 12,3 kilometer i nord-sydlig riktning, och 33,9 kilometer i öst-västlig riktning.